# دوايت فوستر
دوايت فوستر (بالإنجليزية: Dwight Foster)‏ هو قاضي ومحامي وسياسي أمريكي، ولد في 7 ديسمبر 1757 ببروفيدنس في الولايات المتحدة، وتوفي في 29 أبريل 1823 في نفس البلد. حزبياً، نشط في الحزب الفيدرالي الأمريكي. وقد انتخب عضو مجلس نواب ماساتشوستس وانتخب عضو مجلس النواب الأمريكي وانتخب عضو مجلس الشيوخ الأمريكي عن دائرة ماساتشوستس ( – 2 مارس 1803).